# Pelillos
Pelillos är en ort i Mexiko.   Den ligger i kommunen Zimapán och delstaten Hidalgo, i den sydöstra delen av landet, 160 km norr om huvudstaden Mexico City. Pelillos ligger 2 229 meter över havet och antalet invånare är 121.
Terrängen runt Pelillos är bergig åt nordost, men åt sydväst är den kuperad. Runt Pelillos är det ganska glesbefolkat, med 39 invånare per kvadratkilometer. Närmaste större samhälle är Zimapan, 18,5 km sydväst om Pelillos. I omgivningarna runt Pelillos växer huvudsakligen savannskog.